# Gora Sergienko
Gora Sergienko är ett berg i Antarktis. Det ligger i Östantarktis. Argentina och Storbritannien gör anspråk på området. Toppen på Gora Sergienko är 1 020 meter över havet.
Terrängen runt Gora Sergienko är huvudsakligen kuperad, men åt sydväst är den platt.  Trakten är obefolkad. Det finns inga samhällen i närheten.